# Chrysta Bell
Ne doit pas être confondu avec Christabel.
Pour les articles homonymes, voir Bell.
Chrysta Bell, née le 20 avril 1978 à San Antonio (Texas), est une chanteuse, auteure-compositrice, mannequin et actrice américaine.

## Biographie

### Jeunesse
La mère de Chrysta Bell, qui est chanteuse, fait découvrir à sa fille dès son plus jeune âge des artistes tels que Eurythmics, Michael Jackson ou encore The Go-Go's. Chrysta Bell débute comme chanteuse de session dans le studio d'enregistrement de ses parents à San Antonio.

### Chanteuse de 8½ Souvenirs et MASS Ensemble
Après avoir étudié au lycée de San Antonio dans les années 1990, elle quitte sa ville pour Austin où elle devient la chanteuse du groupe de swing 8½ Souvenirs. En 1997, la formation signe avec le label  RCA Victor qui publie ses deux premiers albums, Happy Feet sorti en 1998 et Twisted Desire en 1999.
Chrysta Bell rejoint ensuite la troupe MASS Ensemble qui donne des concerts expérimentaux.

### Collaboration artistique avec David Lynch
C'est en 1999 qu'elle apprend, par l'intermédiaire de l'agent Brian Loucks, issu de la Creative Artists Agency, que le cinéaste David Lynch souhaite faire sa connaissance en vue d'une collaboration. Le jour de leur rencontre, les deux artistes s'entendent si bien qu'ils écrivent une chanson ensemble comme elle le raconte lors d'une interview : « Quand on pense à une personne aussi connue que David, on a tendance à croire qu’elle va être impénétrable, inatteignable », souligne-t-elle. « Mais en m’ouvrant la porte de sa maison le jour de notre rencontre, il avait les bras si grand ouverts, il était si chaleureux… Nous nous sommes assis dans son salon, il a écouté ma démo, et au bout de quelques instants, il m’a demandé : “Tu veux qu’on écrive un morceau aujourd’hui ?”’ Je n’oublierai jamais ce jour. »
En 2006, David Lynch utilise la chanson Polish Poem, co-écrite avec Chrysta Bell, pour la fin de son film Inland Empire.
Cinq ans plus tard, en 2011, la chanteuse sort son premier album sur le label La Rose Noire Records. Intitulé This Train, il est co-écrit avec David Lynch qui le produit. Il co-écrit et produit également l'EP, Somewhere in the Nowhere, sorti en 2016 sur le label Meta Hari Records.
À l'occasion de l'album hommage au cinéaste, The Music of David Lynch, Chrysta Bell interprète la chanson Swing with Me, toujours écrite avec David Lynch. D'autres artistes musicaux y participent tel que Duran Duran, Lykke Li, Moby, Sky Ferreira, Karen O, Donovan, Zola Jesus, The Flaming Lips ou encore Angelo Badalamenti, le compositeur fétiche du réalisateur.

À propos de Chrysta Bell, Lynch déclare : 

« la première fois que je l'ai vue chanter, j'ai pensé qu'elle était comme un alien. Le plus magnifique des aliens. »

En 2017, c'est à la télévision que la collaboration se poursuit avec Twin Peaks: The Return, la troisième et dernière saison de la série télévisée Twin Peaks, créée au début des années 1990 par David Lynch et Mark Frost. Chrysta Bell y joue le rôle de l'agent du FBI Tamara Preston. La même année, elle sort son deuxième album, We Dissolve, sans David Lynch à l'écriture, ni à la production qui est assurée par le britannique John Parish, connu pour son travail avec PJ Harvey.

### Poursuite de la carrière musicale
Après avoir sorti un EP simplement titré Chrysta Bell en 2018, la chanteuse sort un nouvel album en 2019, Feels Like Love, produit cette fois par Christopher Smart,.
En 2021, elle collabore avec Marc Collin, fondateur du projet musical Nouvelle Vague, sur un album de reprises du groupe The Cure intitulé Strange As Angels.
Cette même année, elle sort en édition limitée un album de chansons enregistrées en 2010, Bitter Pills & Delicacies, qui jusqu'ici n'avait été distribué que de façon confidentielle.
On la retrouve en solo en 2022 avec un album-concept sur le thème de la science-fiction, Midnight Star.

### Mannequinat
En 2013, elle pose notamment pour la photographe Emma Summerton pour Vogue Italia.

## Discographie

### Avec 8 1/2 Souvenirs
- 1998 : Happy Feet, RCA Victor
- 1999 : Twisted Desire, RCA Victor

### Solo et collaborations
- 2011 : This Train, (avec David Lynch) La Rose Noire
- 2016 : Somewhere In The Nowhere (EP), (avec David Lynch) Meta Hari
- 2017 : We Dissolve, Meta Hari
- 2018 : Chrysta Bell (EP), Meta Hari
- 2019 : Feels Like Love, Meta Hari
- 2021 : Strange As Angels, (avec Marc Collin) Kwaidan Records
- 2021 : Bitter Pills & Delicacies, (enregistré en 2010) pas de label
- 2022 : Midnight Star, Love Conquered Records2024 : Cellophane Memories, (avec David Lynch) Scares Bones

## Filmographie
Sauf indication contraire, les informations mentionnées dans cette section peuvent être confirmées par la base de données cinématographiques IMDb,  présente dans la section « Liens externes ».

### Longs métrages
- 1997 : Il était une fois en Chine 6 : Dr Wong en Amérique de Sammo Hung : Sarah, une jeune fille indienne
- 2017 : Lasso de Evan Cecil : Miss Demico Country

### Courts métrages
- 2014 : All the Things de Nicolangelo Gelormini
- 2019 : Everest de Golnaz Jamsheed

### Séries télévisées
- 2017 : Twin Peaks: The Return : Tammy Preston
- ? : Fairfield Square (2 épisodes)